# Дейв Батиста
Дейвид Майкъл Батиста-младши. (на английски: David Michael Bautista Jr.) е бивш американски кечист. Роден е на 18 януари 1969 г. Тежи 138 кг и е висок 197 см.

## Ранен живот
Батиста е роден на 18 януари 1969 г. в Арлингтън, Вирджиния. Той е син на Дона Рей и Дейвид Батиста. Майка му е с гръцко потекло, а баща му е син на филипински имигранти. Батиста споделя, че е живял в бедност и че е имал труден живот като малък – преди да навърши девет години вече е бил свидетел на три убийства в предния си двор. На 13-годишна възраст краде коли. На 17-годишна възраст вече не живее с родителите си. По-късно споделя, че се гордее с тях и че са добри, честни и трудолюбиви хора. Работи като охрана в нощен клуб, но е арестуван след възникнал бой. Осъден е на една година пробация По-късно работи като спасител, преди да се отдаде на културизма, за който твърди, че е спасил живота му.

## Кеч кариера

### Ohio Valley Wrestling (2000 – 2002)
Той прави дебюта си в OVW през 2000 г. под псевдонима Сексапила, където веднага се обединява с Рей Мистерио. Печели битката срещу Кейн, без помощта на Ледения Стив Остин. По-късно печели титлата в тежка категория от „Машината“ Дъг Башам и не я загубва в мач срещу Прототипа. Няколко месеца по-късно, Батиста напуска OVW, за да се състезава в WWE.

### Световната федерация по кеч

#### Дебют
Той започва кариерата си в WWE на 9 май 2002 г., в епизод на Разбиване. Първият му мач е срещу Фарук и Ренди Ортън, където съотборник му е Рей Мистерио. Батиста тушира Ортън, след като изпълнява Гръбнакотрошач. За следващите няколко седмици, Ортън се опитва да победи Мистерио и Батиста с различни партньори, но губи всеки път. Батиста никога не е губил срещу Рикиши, след като Рей без да иска удря съдията и позволява на Дейв да тушира Рикиши. След като се разделя с бившата си съпруга Анджи, подписва с Триш Стратъс и се преименува на Дейв Батиста (или за по-кратко Батиста). Съюзява се с Рей Мистерио, за да враждува с Кейн, когото побеждава на дебютното си PPV-Армагедон.

#### 2009 – 2010
На турнира „Денят на страшния съд“ Батиста се бие с Ортън за титлата, но последния си я запазва посредством дисквалификация като удря съдята. На първия турнир „Екстремни правила“ – 7 юни 2009 г. Батиста побеждава Ортън в мач в стоманена клетка и печели титлата на Федерацията. В следващата Първична сила Батиста излиза на ринга за да изрази своята радост, че е спечелил титлата, но Ортън и Наследниците го пребиват като Ортън чупи ръката на Животното и го вади извън кеча за неопределено време. На 10 октомври, Батиста се завръща и обявява, че преминава в SmackDown. На турнира Hell In A Cell заедно със съотборника си Рей Мистерио, губи мач срещу Грамадата и Крис Джерико за безспорните отборни титли. На „Турнирът на най-добрите“ се играе мач от вида „фатална четворка“ между Гробаря, Батиста, Си Ем Пънк и Рей Мистерио. Но Гробаря си запазва титлата след като прави надгробен камък на Животното. След мача Батиста напада Мистерио и го пребива жестоко, обвинявайки го, че той му е попречил да стане шампион. На турнира Survivor Series Батиста пребива брутално Рей като му прави три пъти завършващия си ход. След това на декемврийския турнир „Маси, Стълби и Столове“ губи от Гробаря в мач със столове. Батиста първо тушира Мъртвеца, но след като е използвал нечестен похват. Главния мениджър на Разбиване подновява мача и Животното губи след надгробен камък. На турнира „Клетка за Елиминация“ в който Джон Сина печели титлата на WWE, веднага след мача Винс Макмеън прави мач с Батиста в който Животното тушира пребития Сина и печели титлата. Но на Кеч Мания 26 той губи титлата от Джон Сина посредством предаване. След загуби на Extreme Rules и Over the Limit, Батиста напуска WWE. Може да се завърне най-рано в края на 2010 г., но може и да не се завърне.

#### Печелене на Кралското меле 2014
През 2012 г. казва, че планира завръщането си в Световната федерация. През 2013 г. казва, че се връща на 20 януари 2014 г. На Кралското меле 2014 г. Батиста хвърля Роман Рейнс от Щит зад ринга и става победител в Кралското меле за втори път.

## В кеча
Завършващи и ключови хватки
- Бомбата на Батиста (Bautista Bomb)
- Копие (Spear)
- Гръбнакотрошач (Spinebuster)
- Силово тръшване (Power Slam)
- Четворна фигура захват на крака (Figure four leg lock)
- Захапката на Батиста

Прякори
- Животното (The Animal)

Managers
- Synn,
- Reverend D-Von,
- Ric Flair,
- Triple H;

Най-често използвани репликиПуснете светлените над мен, Ти си нищо

### Титли и постижения
Ohio Valley Wrestling
- Шампион в тежка категория на OVW (1 път)

Pro Wrestling Illustrated
- Най – подобрен Кечист на годината (2005)
- Кечист на годината (2005)
- PWI го класира като No. 1 от най-добрите сингли кечисти в PWI през 2005

World Wrestling Entertainment/WWE
- Световен шампион в тежка категория (4 пъти)
- Световен Отборен шампион на WWE (3 пъти) – с Рик Светкавицата (2) и Джон Сина (1)
- Шампион на WWE (2 пъти)
- Отборен шампион на WWE (1 път) – с Рей Мистерио
- Кралски грохот (2005, 2014)

World Xtreme Wrestling
- Залата на славата на WXW (Клас на 2013)

Wrestling Observer Newsletter
- Вражда на годината (2005 срещу Трите Хикса, 2007 срещу Гробаря)
- Най – надценен (2006)

## Частична филмография
- 2011 – „Кралят на скорпионите 3: Изкуплението“ (The Scorpion King 3: Battle for Redemption)
- 2012 – „Мъжът с железните юмруци“ (The Man with the Iron Fists)
- 2013 – „Ридик“ (Riddick)
- 2014 – „Пазители на Галактиката“ (Guardians of the Galaxy)
- 2015 – „Спектър“ (Spectre) – м-р Хинкс
- 2018 – „Краен резултат“ (Final Score)
- 2018 – „Невъзможно бягство 2: Хадес“ (Escape Plan 2: Hades)
- 2019 – „Ченге под наем“ (Stuber)
- 2019 – „Невъзможно бягство 3“ (Escape Plan: The Extractors)
- 2020 – „Моят шпионин“ (My Spy)
- 2021 – „Дюн“ (Dune) – Глосу Рабан
- 2021 – „Армия на мъртвите“ (Army of the Dead)
- 2022 – „Вади ножовете“ (Glass Onion)
- 2023 – „Почукването“ (Knock Cabin)
- 2024 – „Дюн: Част втора“ (Dune: Part Two)- Глосу Рабан
- 2024 – „Последната Шоугърл“ (The Last Showgirl)- Еди